# Ковальчик, Войцех
Войцех Ковальчик (род. 14 апреля 1972 года в Варшаве) — польский футболист, который играл на позиции нападающего.
Большую часть своей профессиональной карьеры он провёл в варшавской «Легии» и в испанских клубах. На начальных этапах карьеры он помог сборной Польши выиграть серебряную медаль на летних Олимпийских играх 1992 года.

## Клубная карьера
Ковальчик родился в Варшаве, на молодёжном уровне он играл за местную «Олимпию» и «Полонез». В 1990 году в возрасте 18 лет он присоединился к столичному гранду «Легии». Почти с самого начала он стал игроком основы; лишь в своём первом сезоне он сыграл в 11 матчах Экстраклассы. Тем не менее, он внёс значительный вклад в победу над «Сампдорией» в четвертьфинале Кубка обладателей кубков УЕФА. Он дважды забил в Генуе, хотя команда и не удержала победу (ничья 2:2), она вышла в полуфинал с итоговым счётом 3:2.
Сезон 1994/95 Ковальчик начал с «Легией» (пять матчей, три гола), но в итоге переехал за границу и подписал контракт с клубом Ла Лиги, «Реал Бетис». Однако он так и не смог показать свою лучшую игру. Свой испанский период карьеры он закончил с «Лас-Пальмасом» во втором дивизионе, где также не смог проявить себя.
После почти года без футбола Ковальчик вернулся в Польшу, подписав контракт с первым клубом, «Легией». В конце 2001 года он снова отправился за границу, присоединившись к кипрскому «Анортосису». В первом же сезоне он забил 24 гола, став лучшим бомбардиром чемпионата. Он закончил карьеру в составе АПОЭЛа после сезона 2003/04, ему было 32 года. После этого он продолжал играть за любительские польские клубы.

## Международная карьера
Ковальчик сыграл 39 матчей за сборную Польши, забив 11 мячей. Он дебютировал за команду в возрасте 19 лет 21 августа 1991 года в матче против Швеции, в этой же игре отметился первым голом.
Его самым крупным успехом на международном уровне стало серебро сборной на летних Олимпийских играх 1992 года в Барселоне. Ковальчик вообще не забивал на групповом этапе, но в плей-офф отмечался голами в каждом матче и стал четвёртым бомбардиром турнира. В финале его команда проиграла Испании со счётом 3:2.

## Вне футбола
Вместе со спортивным журналистом Кшиштофом Становским он написал книгу «Кузнец. Истинная история» (пол. Kowal. Prawdziwa historia). Первоначально некоторые разделы печатались в Przegląd Sportowy. В 2003 году книгу опубликовало издательство Zysk i s-ka. Книга вызвала много споров, потому что автор честно описывал закулисное футбольное сообщество Польши. Популярность игрока, прямота, честность и язык повествования сделали книгу одним из бестселлеров в 2003 году, а в 2012 году она была вновь напечатана издательством Buchmann.
Он сотрудничал с редакцией телеканала Polsat Sport, где он занимался аналитикой и комментировал футбольные события. В 2017 году Polsat прекратил сотрудничество с Ковальчиком, причиной этого решения стали некорректные реплики в Twitter, касающиеся политических вопросов.
В 2018 году он начал публиковать свою колонку на портале Weszło.com.